# Rodovia Dr. Paulo Lauro
La  Rodovia Dr Paulo Lauro est une autoroute de l'État de São Paulo au Brésil codifiée SP-215.